# 中国の漆器
中国の漆器（ちゅうごくのしっき）では、中国における漆器の歴史を述す。中国で漆器は生活品、装飾品として先史より作られ使われてきた。

## 歴史

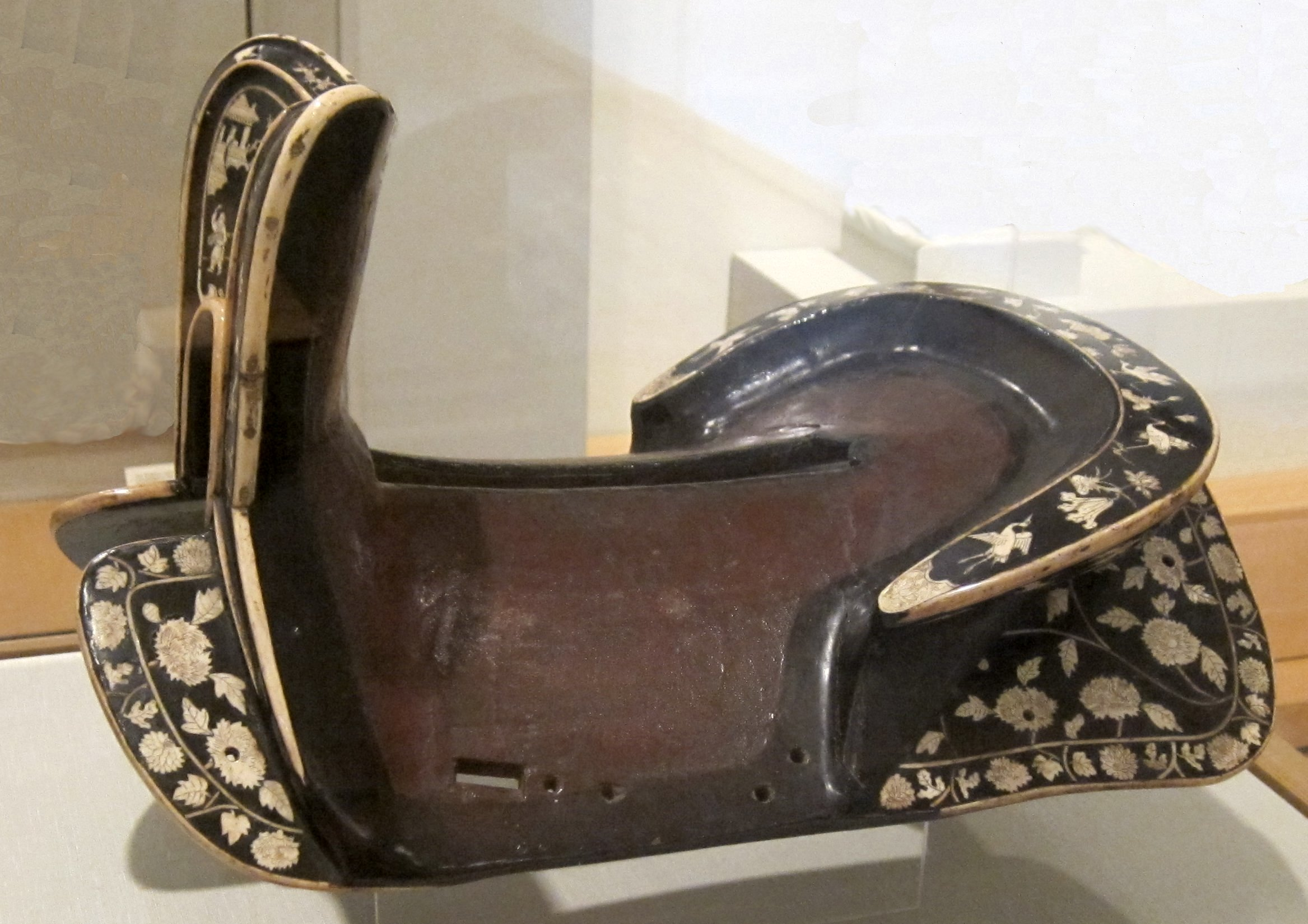
漆で装飾された鞍、明代の万暦帝時期、1572年 - 1620年

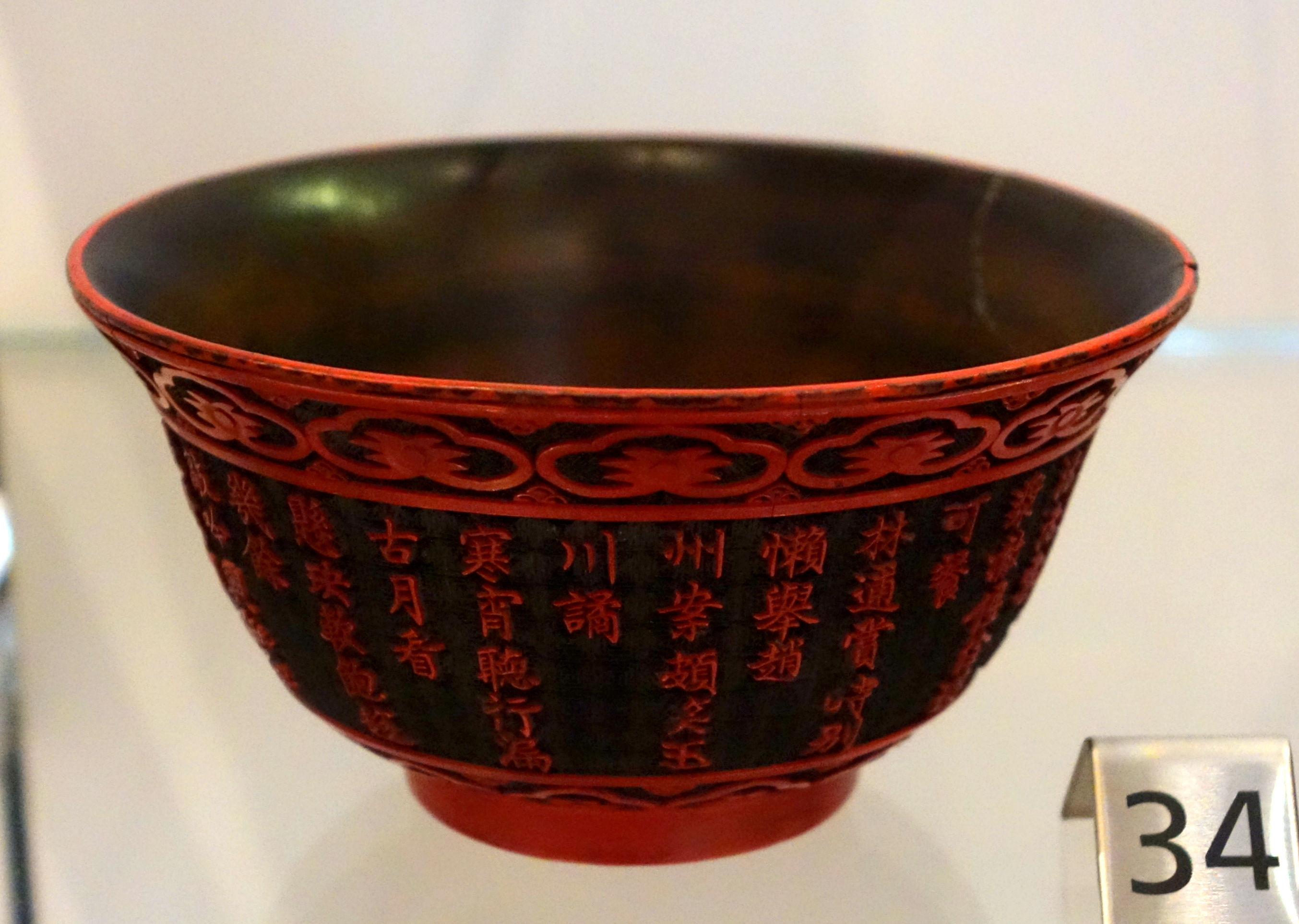
詩が彫られた器、清朝1736年 - 1795年

### 先史時代から唐代
2021年、浙江省井頭山遺跡出土の木器2点が発掘され放射性炭素年代測定により約8200年前のものだとされ、現時点で中国最古の漆器であることが分かった。
浙江省の河姆渡遺跡から発見された木製の弓は紀元前7500から前7400年のもので、現存する最古の漆器とされていた。また、西周（紀元前1046年 - 前771年）に注目されるような量の漆器が存在していることから、当時、出現し始めた最古の時代であったと考えられる。
漢代（紀元前206年 - 220年）には政府の命令によって漆器職人が拡充され、精巧な彫刻が施された漆器が知られる。また、戦前に日本が中国ならびに朝鮮半島で発掘調査した遺跡からは漢代の漆器が多く出土しており、特に楽浪郡から出土した漆器群はよく知られている。
唐代（618年 - 907年）では、様々な形状、鳥・動物や花などの金および銀の薄い板を使用した漆器・漆工でいう『金銀平脱』（漆工#加飾による分類参照）が見られる。このような漆の定着剤としての使用方法から、この時代は漆器における彫刻の初期の修練期であるとされる。

### 宋代以降
宋代（960年 - 1279年）に生み出されたとされる、彫漆は生産工程で施される洗練された技術で、中国の漆器を非常に芸術的な工芸品にした。異色の漆の層を重ね、適宜の色が出るまで彫り込む「紅花緑葉」といった技術も生まれた。張成・楊茂といった名工がこの時代を代表する。明代（1368年 - 1644年）後期に入ると、表現が一層、緻密になり、琉球漆器にも見られる「戧金」は引き続いて施されている。これは東大寺に伝わる雲鳳戧金経櫃（うんぽうそうきんきょうびつ）などに現われている。この頃は、日本との貿易も盛んに行われ日本産の蒔絵が受け入れられた。楊塤・方信川がこの時代の名工である。
漢・唐・宋代の間に漆の処理工程は中国から広がり、
それは最終的に韓国・日本・東南アジア・南アジアに紹介された。
日本には8世紀に、漆器の技術が仏教と中国の文化財とともに朝鮮半島を通って伝えられ、14世紀明朝代に彫刻された漆器が伝えられた。

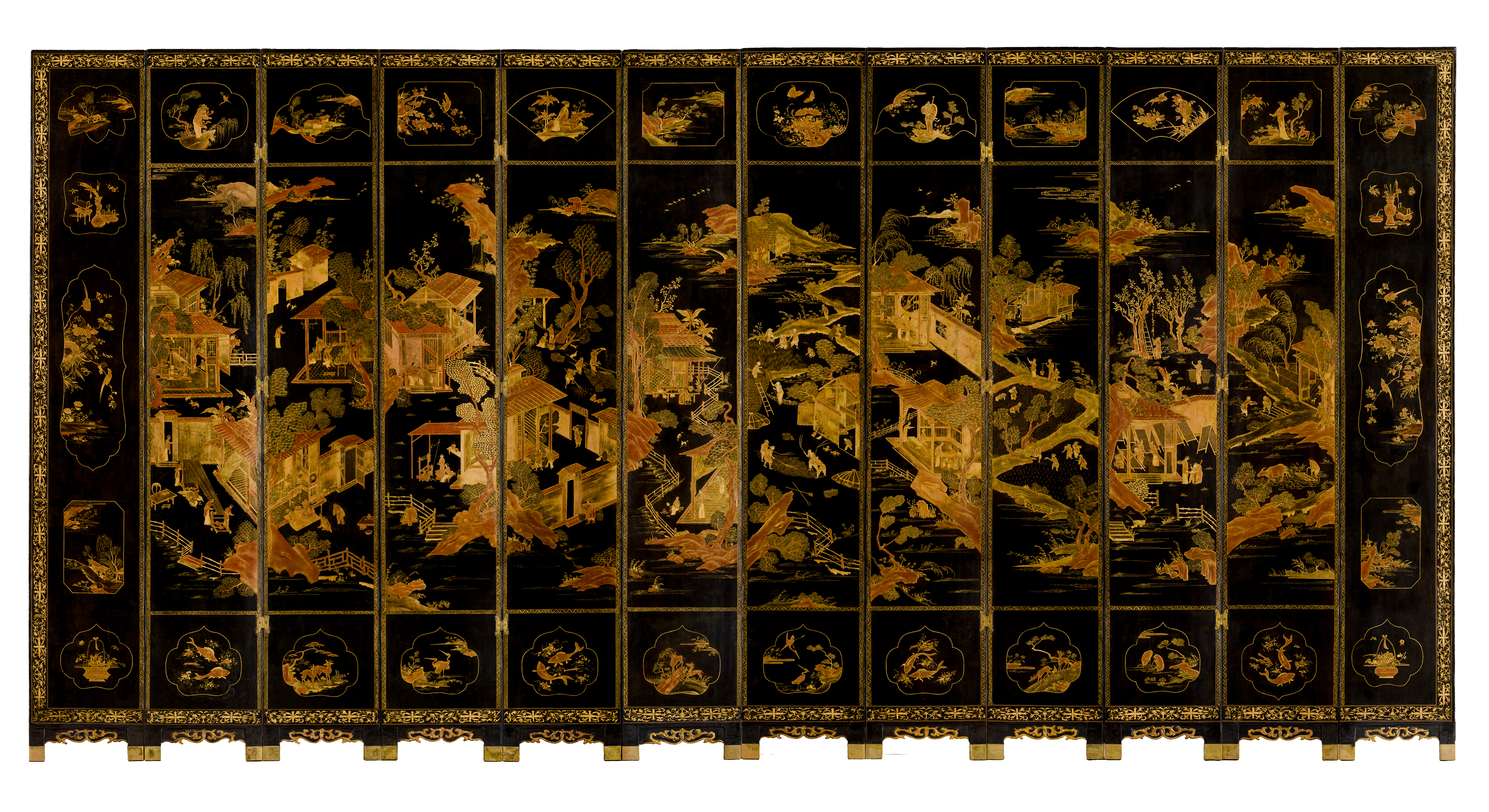
清代（1720年～1730年）、ピーボディ・エセックス博物館